# Mas Fàbrega
Mas Fàbrega, conegut també amb els noms de Can Fàbrega, Can Mai, Can Riba i Can Puig-Salelles és una masia dels segles XVI-XVII al poble empordanès de Monells catalogada a l'Inventari del Patrimoni Arquitectònic de Catalunya. Aquest edifici, a l'extrem nord del barri del Castell, és de planta rectangular, amb coberta a dos vessants. A la part posterior té un cos afegit amb coberta a un vessant i més baix. El cos principal consta de planta baixa, pis i golfes. A la planta hi ha les dues portes d'accés principal: la primera a la façana nord, d'arc de mig punt, i la segona, de la mateixa tipologia, a la façana de llevant. Al damunt de l'arc d'una de les portes figura la data del 1743. Al pis hi ha finestres allindanades, amb carreus regulars d'emmarcament i ampit, i les golfes són de la mateixa tipologia, encara que de dimensions més petites. Algunes d'aquestes finestres apareixen tapiades o bé modificades; a la situada a l'esquerra del primer pis de la façana principal hi ha un escut a la llinda amb una orla on apareix una mà que sosté una espasa o punyal. És un element remarcable d'aquesta casa la garita de pedra situada a l'angle nord-est, cilíndrica i de base decreixent amb una petita mènsula amb una testa esculpida. Can Fàbrega ha experimentat diverses modificacions al llarg dels anys. A una d'aquestes reformes pertany un dels portals d'accés, segons consta a la inscripció superior (1743). L'emblema que apareix en una de les llindes correspon al llinatge Fàbrega. Se sap que el 1661 Joan Fàbrega va rebre el privilegi de ciutadà honrat de Barcelona.